# 北哈克施泰特
北哈克施泰特（德語：Nordhackstedt）是德国石勒苏益格－荷尔斯泰因州的一个市镇。总面积12.47平方公里，总人口475人，其中男性245人，女性230人（2011年12月31日），人口密度38人/平方公里。